# Adair José Guimarães
Adair José Guimarães (ur. 16 czerwca 1960 w Mara Rosa) – brazylijski duchowny katolicki, biskup Formosy od 2019.

## Życiorys
21 grudnia 1986 otrzymał święcenia kapłańskie i został inkardynowany do diecezji Uruaçu. Pracował jako duszpasterz parafialny (w latach 1987-1998 był proboszczem parafii katedralnej), był także m.in. rektorem niższego seminarium, duszpasterzem ruchów charyzmatycznych, przewodniczącym miejscowej rady ekumenicznej oraz wykładowcą w wyższym seminarium w Uruaçu.
27 lutego 2008 papież Benedykt XVI mianował go biskupem diecezji Rubiataba-Mozarlândia. Sakry biskupiej udzielił mu 17 maja 2008 emerytowany biskup Uruaçu - José da Silva Chaves.
27 lutego 2019 papież Franciszek przeniósł go na urząd ordynariusza diecezji Formosa. Ingres odbył się 1 czerwca 2019.